# طه الشلوي
""جعفر علي عياد (طه الشلوي)"" ، مواليد 1997 من مدينة طبرق ليبيا؛ تدرج في نادي الهلال طبرق من براعم وامال واواسط تحت قيادة المرحوم فرج ابراهيم وتألق معهم مما شد انتباه أندية الصقور والاهلي بنغازي والنصر.
نجح نادي الصقور بقيادة الصافي بوبكر في التوقيع معه موسم 2016/2017 واستمر مع نادي الصقور طبرق إلى غاية موسم 2019/2020م ونجح معهم بالتتويج ببطولة الدرجة الثانية والصعود للدرجة الاولى في عام 2018م.
في موسم 2020/2021م نجح نادي شباب الجبل شحات في التوقيع معه وقدم موسم ممتاز مما جذب أنظار أندية الدوري الممتاز.
ليظفر نادي التعاون اجدابيا بخدماته لموسم 2021/2022م ولمع اسمه مع نادي التعاون وأصبح محبوب الجماهير سواء داخل مدينة اجدابيا او في الوسط الرياضي الليبي.
في موسم 2022/2023م وبعد انتهاء عقده مع نادي التعاون حاولت العديد من الاندية ضمه وحاول الصقور إرجاعه الى طبرق خاصة بعد عودته للممتاز ولكن نادي الهلال بنغازي بقيادة المميز علي الشريف نجح في التوقيع معه لمدة موسمين لتبدأ مسيرة النجم في الانطلاق نحو المنتخب.
مع الهلال وتحت قيادة المدرب عودة نجح في إثبات نفسه كرقم صعب في الدوري الليبي خاصة بإعتباره لاعب جوكر في أكثر من مركز في وسط الملعب والظهير والاجنحة وتألق في دوري التتويج السداسي وصعد مع الهلال للبطولة الكونفدرالية الافريقية ووصل مع النادي لدوري المجموعات.
حاولت العديد من الاندية الداخلية والخارجية استقطابه ولكن تشبت الهلال وادارته به سدت أي باب للنقاش.
تألقه أجبر الاتحاد الرياضي على استدعائه للمنتخب الليبي وتألق في أول مبارة رسمية له إذا دخل بديلا وصنع هدف المباراة الوحيد في تصفيات كأس العالم.
| جعفر علي (طه الشلوي) | جعفر علي (طه الشلوي)   |
| -------------------- | ---------------------- |
| معلومات شخصية        |                        |
| الميلاد              | 1997م                  |
| الطول                | 180 سم /5.9قدم         |
| مركز اللعب           | لاعب خط وسط/ جناح      |
| الجنسية              | ليبيا                  |
| النادي               | الهلال بنغازي          |
| المسيرة الاحترافية   |                        |
| سنوات                | الفريق                 |
| 2007-2016م           | الهلال طبرق            |
| 2016-2020م           | الصقور طبرق            |
| 2020-2021م           | شباب الجبل شحات        |
| 2021-2022م           | التعاون اجدابيا        |
| 2022- الان           | الهلال بنغازي          |
| المنتخب الوطني       |                        |
| 2023- للأن           | منتخب ليبيا لكرة القدم |
|                      |                        |

المنتخب الليبي